# Lago Dörgön
O lago Dörgön ou Dörgön nuur (em mongol:  Дөргөн нуур) é um lago salgado da Ásia Central, localizado na parte ocidental da Mongólia, em uma bacia fechada situada a nordeste das montanhas Altai, no extremo nordeste da província (aimag) de Hovd, no distrito (sum) de Čandman.
A costa é baixa e serpenteada, apresentando dunas e marismas. A mineralização da água é de 4 g/litro. A área do lago e seus arredores foram declaradas em 1997 como áreas protegidas.
O lago Dörgön pertence a um grupo de lagos que em tempos pré-históricos (ca. 5000 anos), integravam um único grande lago. As mudanças no clima da região a tornou mais seca e o lago pré-histórico, pouco a pouco, foi se dividindo em vários lagos isolados: ao norte do Dörgön está o lago Khar ao que que está conectado por um canal natural; a noroeste está o lago Khar-Us, no Parque Nacional do Lago Khar-Us.

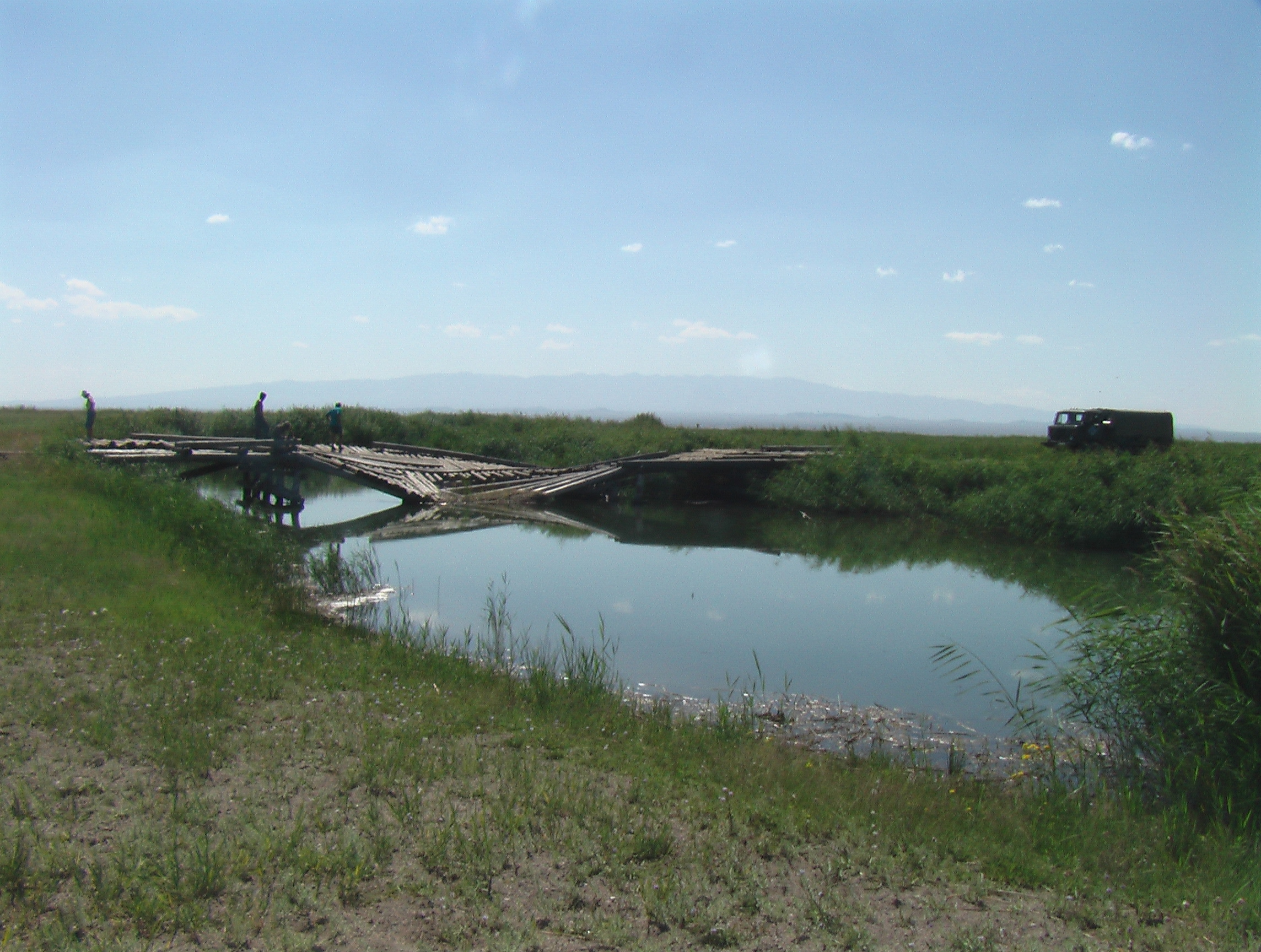
Canal natural do lago Khar para o lago Dörgön

.